# Demetrius Grosse
Demetrius Grosse (nacido el 26 de febrero de 1981) es un actor estadounidense. Es mejor conocido por sus papeles como Rock en la película Straight Outta Compton, Emmett Yawners en la serie de televisión Banshee de Cinemax, Errol en la serie de televisión de FX Justified y Baron Samedi en Heroes de NBC.
Recientemente se unió al Universo Cinematográfico de Marvel como Eric Williams/Grim Reaper en la serie Wonder Man de Disney+.

## Primeros años
Nacido y criado en Washington D. C., Grosse comenzó a perfeccionar sus habilidades interpretativas a la edad de diez años. Al pasar tiempo en el Taller de Teatro Musical de Verano, Grosse pudo practicar canto, actuación y baile. Como actor de teatro, perfeccionó su oficio en el escenario y protagonizó más de cinco obras con el Taller. A través del entrenamiento y la interpretación, la actuación, el canto y la danza fueron elementos de la interpretación que se desarrollaron desde el principio cuando Grosse comenzó a construir su repertorio. Sin embargo, Grosse no siempre estuvo pensando en actuar. Durante un tiempo, estuvo interesado en la medicina veterinaria, la codificación e incluso cortó el cabello como barbero en Legends, una conocida barbería de Los Ángeles. A los 17 años, Grosse había perseguido su sueño de actuar y estudió en Gonzaga College High School. Luego, Grosse obtuvo un premio para la Beca de Pregrado Andrew Carnegie por mérito artístico y se graduó de la Universidad Carnegie Mellon con un título de su Escuela de Drama. En 2002, Grosse completó un programa de estudiantes visitantes en el que completó dos semestres de estudios intensivos en la Facultad de Bellas Artes de la Universidad Howard en su ciudad natal de Washington D. C. Durante julio, Grosse llevó su oficio al ámbito internacional, estudiando y representando teatro clásico y contemporáneo en la British American Drama Academy de Oxford, Inglaterra. En el verano de 2007, Grosse se unió a Shakespeare Santa Monica. Había actuado en los escenarios de Oxford, Inglaterra con el grupo BADA, en Washington D. C. con The Shakespeare Theatre y en Ciudad del Cabo, Sudáfrica con UCT.

## Carrera
Grosse apareció en la serie de HBO Westworld basada en la película de 1973 del mismo nombre. También apareció en el largometraje de Michael Bay 13 Horas: Los soldados secretos de Bengasi (2016). Grosse es conocido por interpretar muchos personajes de diversos orígenes y de todos los géneros diferentes. Hizo su debut como actor en Numb3rs (2005) y es conocido por sus papeles en Straight Outta Compton (2015), Saving Mr. Banks (2013), This Is Martin Bonner (2013) y Banshee (2013). Sus otros créditos televisivos incluyen Justified, Mentes criminales, ER, NCIS, Heroes, Bones, Dexter, CSI: Miami y Frontier. Grosse también hizo apariciones en The Inheritance (2011) y Hollywoo (2011). Grosse tiene créditos por producir Last Cry for Katrina (2013), Moonshiners y A Quiet Fire (2009).

## Filmografía

### Películas
| Año  | Título                                     | Papel                      | Notas        |
| ---- | ------------------------------------------ | -------------------------- | ------------ |
| 2006 | Sofia For Now                              | Cartero                    |              |
| 2007 | Studio                                     | Sr. Banks                  |              |
| 2009 | A Quiet Fire                               | The Stranger/David         |              |
| 2010 | Cartel War                                 | Eric Carter                |              |
| 2011 | The Inheritance                            | Antepasado Henry           |              |
| 2011 | Slice                                      | Detective Love             |              |
| 2011 | Hollywoo                                   | Gangsta                    |              |
| 2013 | This Is Martin Bonner                      | Locy                       |              |
| 2013 | La batalla del año                         | Scott                      |              |
| 2013 | Saving Mr. Banks                           | Barman                     |              |
| 2014 | Never a Neverland                          | Narrador                   |              |
| 2014 | Counter                                    | Bayard Rustin              |              |
| 2015 | Samaria                                    | Bug                        |              |
| 2015 | Straight Outta Compton                     | Rock                       |              |
| 2016 | 13 Horas: Los soldados secretos de Bengasi | Agente de la DS Dave Ubben |              |
| 2018 | Rampage                                    | Coronel Blake              |              |
| 2018 | Love Jacked                                | Mtumbie                    |              |
| 2020 | Body Cam                                   | Gary                       |              |
| 2022 | Strong Enough                              | Shane                      | Cortometraje |
| 2024 | Sound of Hope: The Story of Possum Trot    | Reverendo Martin           |              |

### Televisión
| Año        | Título                                            | Papel                           | Notas                                                          |
| ---------- | ------------------------------------------------- | ------------------------------- | -------------------------------------------------------------- |
| 2005       | Numb3rs                                           | Marshal de los Estados Unidos   | 2 episodios                                                    |
| 2005       | Close to Home                                     | Defensor Público                | Episodio: "The Rapist Next Door"                               |
| 2006       | The Unit                                          | Guardia #1                      | Episodio: "Force Majeure"                                      |
| 2006       | Dexter                                            | Asesino                         | 2 episodios                                                    |
| 2007       | Dirt                                              | Kenny el Asistente              | 2 episodios                                                    |
| 2007       | CSI: Miami                                        | Chuck Greene                    | Episodio: "A Grizzle Murder"                                   |
| 2007       | NCIS                                              | Atif Nukunda                    | Episodio: "Designated Target"                                  |
| 2008       | Bones                                             | Tucker Payne                    | Episodio: "The Fighter In The Next"                            |
| 2008       | Héroes                                            | Baron Samedi                    | Recurrente (temporada 3), 3 episodios                          |
| 2008–2009  | ER                                                | Oficial Newkirk                 | Recurrente (temporadas 14–15), 5 episodios                     |
| 2010       | House M.D.                                        | Hacinte                         | Episodio: "A Pox on Our House"                                 |
| 2011       | The Cape                                          | Guardia de Marty                | Episodio: "Endgame"                                            |
| 2011       | Mentes criminales: conducta sospechosa            | Barry Vernon / Teniente Beasley | 2 episodios                                                    |
| 2011       | How to Be a Gentleman                             | Oficial Sims                    | Episodio: "How to Have a One-Night Stand 2"                    |
| 2011       | Shameless                                         | Eddie Murphy                    | Episodio: "Uncle Carl"                                         |
| 2012, 2015 | Justified                                         | Errol                           | Recurrente (temporada 3), Invitado (temporada 6), 13 episodios |
| 2013–2014  | Banshee                                           | Emmett Yawners                  | Protagonista (temporada 1–2), 16 episodios                     |
| 2015       | Complications                                     | Dan Brennan                     | Episodio: "Pilot"                                              |
| 2016       | Westworld                                         | Foss                            | Recurrente (temporada 1), 4 episodios                          |
| 2016       | Game of Silence                                   | Terry Bausch                    | Protagonista, 10 episodios                                     |
| 2017–2018  | Frontier                                          | Charleston                      | Protagonista (temporadas 2–3), 8 episodios                     |
| 2017–2018  | The Brave                                         | Ezekiel "Preach" Carter         | Protagonista, 13 episodios                                     |
| 2018–2019  | The Rookie                                        | Kevin Wolf                      | Recurrente (temporada 1), 5 episodios                          |
| 2020       | Lovecraft Country                                 | Marvin Baptiste                 | Episodio: "Sundown"                                            |
| 2020–2022  | Fear the Walking Dead                             | Emile LaRoux                    | Invitado (temporada 6, 1 episodio)                             |
| 2020–2022  | Fear the Walking Dead                             | Josiah LaRoux                   | Recurrente (temporada 7, 3 episodios)                          |
| 2020       | NCIS: Los Angeles                                 | Raymond Lewis                   | Episodio: "If the Fates Allow"                                 |
| 2021       | Swagger                                           | Grant Carson                    |                                                                |
| 2022       | El gabinete de curiosidades de Guillermo del Toro | Eddie                           | Episodio: "Lot 36"                                             |
| 2023       | Spring Breakthrough                               | Clark Randall                   | Película de televisión (Hallmark)                              |
| TBA        | Wonder Man                                        | Eric Williams / Grim Reaper     | Disney+                                                        |

### Videojuegos
| Año  | Título                       | Papel            |
| ---- | ---------------------------- | ---------------- |
| 2011 | L.A. Noire                   | Jermaine Jones   |
| 2016 | NBA 2K17                     | Washington Falls |
| 2019 | Call of Duty: Modern Warfare | Marcus Griggs    |